# Mikołaj Grunberg
Mikołaj Grunberg (ur. ?, zm. 25 czerwca 1453 w Poznaniu) – burmistrz Zbąszynia, ofiara prześladowań religijnych.
Był husytą, rajcą zbąszyńskim, następnie burmistrzem. W 1441, po śmierci Abrahama ze Zbąszynia, protektora husytyzmu, był wielokrotnie oskarżany o herezję przez biskupa poznańskiego Andrzeja Bnińskiego. Poszukiwany przez inkwizycję ostatecznie został ujęty i uwięziony. Po skazaniu na śmierć przez inkwizycję został spalony na stosie.